# Kitty Gutter River
Der Kitty Gutter River ist ein kurzer Zufluss des Crapaud Hall River im Osten von Dominica im Parish Saint Andrew.

## Geographie
Der Kitty Gutter River entspringt an der Südflanke des Morne Concorde auf ca. 500 m über dem Meer und fließt stetig und in steilem Verlauf nach Süden. Westlich von Crapaud Hall mündet er kurz oberhalb der Bellyfull Ravine von Norden und von links in den Crapaud Hall River. Der Fluss ist ca. 1,5 km lang.